# Torsten Wulf
Torsten Wulf (* 17. Mai 1968 in Hamburg) ist ein deutscher Wirtschaftswissenschaftler und Hochschullehrer für Betriebswirtschaftslehre mit einem Fokus auf dem Feld Strategisches Management.

## Leben
Wulf studierte von 1992 bis 1996 Betriebswirtschaftslehre an der Fernuniversität Hagen und der Johannes Gutenberg-Universität Mainz. 1999 wurde er an der Handelshochschule Leipzig (HHL) promoviert. 2005 habilitierte er sich an der Friedrich-Alexander-Universität Erlangen-Nürnberg. Von 2005 bis 2007 war Wulf als Professor für Strategie und Internationales Management an der École Nationale des Ponts et Chaussées, School of International Management in Paris, Frankreich, tätig.
Im April 2012 folgte Wulf dem Ruf der Philipps-Universität Marburg und leitet dort den Lehrstuhl für Strategisches und Internationales Management. Von 2007 bis 2012 hatte Wulf den Lehrstuhl für Strategisches Management und Organisation an der Handelshochschule Leipzig (HHL) inne. Wulfs Forschungsschwerpunkte liegen in den Bereichen Executive Leadership and Succession sowie Strategy and Governance in Family Business. Seit 2009 ist Wulf Akademischer Direktor des Center for Strategy and Scenario Planning, das in Kooperation mit Roland Berger Strategy Consultants an der HHL gegründet wurde. Ziel dieses Forschungscenters ist es, zu einem führenden internationalen Think Tank im Bereich der Szenario- und strategischen Planung zu werden.
Vor seiner akademischen Laufbahn war Wulf insgesamt sieben Jahre in unterschiedlichen Positionen für die Deutsche Lufthansa AG tätig. Wulf hat vielfältige Lehraufträge an verschiedenen Universitäten im In- und Ausland wahrgenommen und ist Dozent in Weiterbildungsprogrammen zahlreicher Unternehmen.

## Schriften
- M. Munkert, S. Stubner, T. Wulf: Founding a company - Handbook of legal forms in Europe. Springer, Heidelberg 2010, ISBN 978-3-642-11258-4.
- Torsten Wulf: Diversifikationserfolg: eine top-management-orientierte Perspektive. Gabler, Wiesbaden 2007, ISBN 978-3-8350-0716-1.
- Harald Hungenberg, Torsten Wulf: Grundlagen der Unternehmensführung. 3. Auflage. Springer, Berlin 2007, ISBN 978-3-540-73519-9.
- Harald Hungenberg, Torsten Wulf: Transition strategies: cases from the East German industry. Palgrave, Houndmills 2002, ISBN 1-4039-0009-4.